# Çukurkışla
Çukurkışla ist ein Ortsteil (Mahalle) im Landkreis Tufanbeyli der türkischen Provinz Adana mit 136 Einwohnern (Stand: Ende 2024). Im Jahr 2011 hatte der Ort 145 Einwohner.